# Pierre Camille Le Moine
Pier Camille Le Moine (Parigi, 21 dicembre 1723 – 1800) è stato un archivista francese.
Attivo prima presso la Cattedrale di Toul e successivamente a Lione, Le Moine fu l'autore della prima opera monografica in francese dedicata completamente agli archivi e alla loro gestione e descrizione, ossia il Diplomatique pratique (1765), in cui i documenti sono classificati in base alla materia piuttosto che secondo l'ordine cronologico, come era stato fino a quel momento d'uso.

## Biografia
Pierre Camille Le Moine nacque a Parigi, il 21 dicembre del 1723, da una famiglia di umili origini in quanto figlio di un mercante. Fino alla giovinezza, lavorò con il padre nella mercatura. Non ci sono giunte di Le Moine molte informazioni biografiche fino agli anni '40 quando il giovane giunse all'abbazia di Marmoutier. Si sa che Le Moine trascorse un periodo di raccoglimento sotto la guida dei Padri Maurini i quali lo influenzarono sulle sue future attività archivistiche.
Nei primi anni '50, Le Moine si stabilì definitivamente presso Guillaume Roussel, l'archivista della cattedrale di Saint-Martin di Tours, e Dom Guillaum Gerous all'abbazia di Marmoutier. Durante questo periodo, Le Moine si focalizzò sui documenti medieali e la loro collocazione in librerie o altri depositi. Sotto la guida di Roussel e di Gerou, Le Moine fu coinvolto nella loro attività di riorganizzazione e nell'essere ritrovati da parte dei vari nobili locali: gli archivi nobiliari ed ecclesiastici sarebbero diventati il suo principale oggetto d'indagine.
Il 10 agosto 1757, redasse l'inventario degli archivi della Cattedrale di Toul e, per questo motivo, divenne anche un membro dell'accademia di Châlon-sur-Marne. Otto anni dopo, Le Moine divenne archivista del capitolo della Cattedrale di Lione, secondo il frontespizio della sua opera principale, la Diplomatique pratique. Sul finire dell'Anciéne regime, nel 1786, era presente come avvocato al Parlamento di Parigi. Durante il periodo rivoluzionario francese, Le Moine sarà archivista ad Amiens.

## La Diplomatique pratique
Le Moine è soprattutto conosciuto per l'opera intitolata Le diplomatique pratique del 1765, un'opera monografica interamente dedicata agli archivi e alla loro gestione. La Diplomatique pratique era essenzialmente un manuale basato sull'epoca in cui Le Moine visse ed operò negli archivi nobiliari ed ecclesiastici locali. Il libro inizia con numerose sezioni relative all'apprendistato dell'archivista, alle sue qualità necessarie e anche a come mantenere buona la propria salute in particolari condizioni di lavoro. Il libro si dedica principalmente ad illuminare i sei principali passaggi in cui consiste l'ordinamento da lui operato:
1. Separare i documenti in alti livelli di categoria e posizionarli nei rispettivi contenitori.
2. Dividere ciascun contenitore in fascicoli basandosi sulla materia coerente.
3. Aprire con attenzione le antiche pergamente e datarle.
4. Analizzare e valutare ciascun documento attraverso studi dettagliati dei contenuti e delle tematiche in essi contenuti.
5. Ordinare i documenti usando una denominazione convenzionale e l'assegnamento di singoli numeri.
6. Creare un inventario dei documenti quale guida gestionale dei documenti ancora in corso.